# Philodendron dominicalense
Philodendron dominicalense är en kallaväxtart som beskrevs av Thomas Bernard Croat och Michael Howard Grayum. Philodendron dominicalense ingår i släktet Philodendron och familjen kallaväxter. Inga underarter finns listade.